# Sophie Chotek von Chotkowa

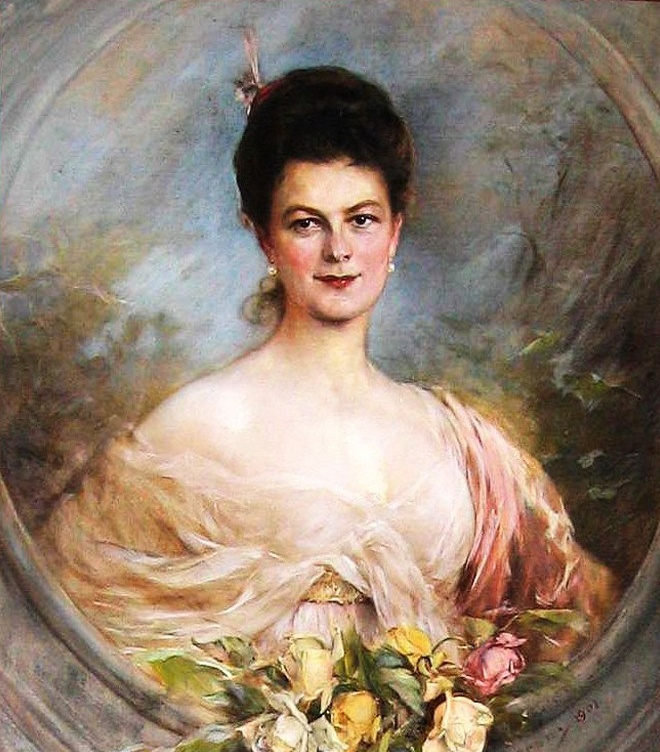
Sophie Herzogin von Hohenberg (1910)

Sophie Maria Josephine Albina Gräfin Chotek von Chotkowa und Wognin (* 1. März 1868 in Stuttgart; † 28. Juni 1914 in Sarajevo), ab 1900 Fürstin, ab 1909 Herzogin von Hohenberg, war eine böhmische Adelige und Ehefrau des österreichischen Thronfolgers Franz Ferdinand. Sie fiel mit ihm zusammen dem Attentat von Sarajevo zum Opfer, das den Ersten Weltkrieg auslöste. Von ihr stammt das Geschlecht der Herzöge und Fürsten von Hohenberg ab.

## Leben

### Herkunft

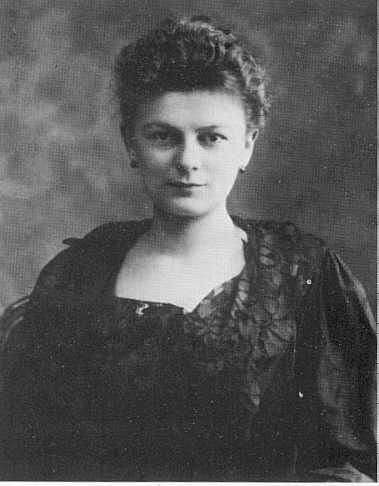
Sophie Chotek von Chotkowa

Sophie wurde 1868 als Tochter des österreichischen Diplomaten Boguslaw Graf Chotek von Chotkow und Wognin, aus dem alten böhmischen Adelsgeschlecht Chotek von Chotkow und Wognin, und dessen Gattin Wilhelmine Gräfin Kinsky von Wchinitz und Tettau geboren.
Ihr Vater war in Dresden, wo er seinen letzten dienstlichen Standort hatte, verblieben und sorgte mit seiner Pension für ein standesgemäßes Leben seiner noch unverheirateten Töchter Sophie und Marie Henriette. Letztere wurde Stiftsdame am Hradschin in Prag und übernahm die Mutterstelle bei den drei Waisenkindern nach der Ermordung des Thronfolgerpaares im Jahr 1914. Als Sophie und Franz Ferdinand einander kennenlernten, waren von den sieben Töchtern des Diplomaten bereits vier verheiratet, eine war Hofdame bei Stephanie, Kronprinz Rudolfs Witwe. Der einzige Sohn Wolfgang (1860–1926) hatte die Beamtenlaufbahn eingeschlagen. Die Tochter Oktavia (1873–1946) ehelichte den sächsischen Grafen Joachim von Schönburg-Glauchau.
Wie ihre sieben Geschwister hatte Sophie eine gute Erziehung erhalten und wurde von Hauslehrern ausgebildet. Die fünftgeborene Sophie besaß zusätzlich noch einen ausgesprochenen Sinn für Häuslichkeit. Nach dem Tod der Mutter führte sie den Haushalt für ihren Vater und die jüngeren Geschwister und lernte frühzeitig, mit vorhandenen Mitteln sparsam umzugehen.
Die Familie Chotek von Chotkow und Wognin gehörte zum alten böhmischen Adel, dessen nachweisliche Geschichte bis ins 12. Jahrhundert zurückreichte. Die bedeutende Rosenzüchterin Marie Henriette Gräfin Chotek war ihre Cousine zweiten Grades.
Um 1896 (manche Quellen sprechen von 1894 oder 1897) lernte sie Erzherzog Franz Ferdinand von Österreich auf einem Ball in Prag kennen, und die beiden verliebten sich ineinander. Die Beziehung wurde bis 1899 geheim gehalten. Auf Vermittlung der Gräfin Clementine von Lützow, einer früheren Hofdame der Kaiserin Elisabeth, verbrachten Franz Ferdinand und Sophie Chotek um 1898 einige Tage incognito im Kurort Bad Neuenahr.

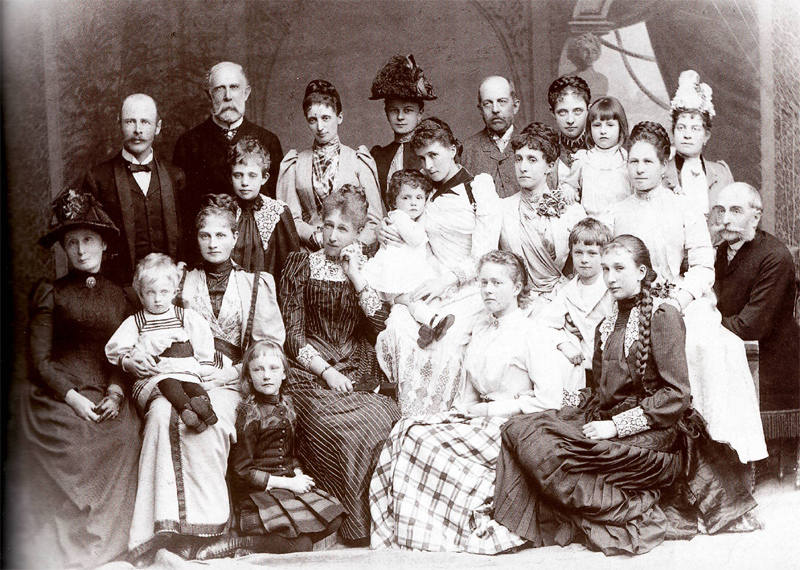
Sophie als Hofdame (hinterste Reihe, mit Hut) im Kreise von Mitgliedern des Kaiserhauses

Im Jahr 1898 begann die noch immer bei ihrem Vater in Dresden Wohnende darauf zu drängen, ihrem Geliebten näher zu sein. Nachdem man über die Affären seines Bruders Otto und auch die Freundschaft des Kaisers mit Katharina Schratt in Wien tuschelte, wollte Franz Ferdinand keinen Aufenthaltsort in Wien, sondern nur möglichst in der Nähe von Wien. Erzherzogin Isabella von Croy-Dülmen, die Frau von Erzherzog Friedrich, der ein Armeekorps in Pressburg befehligte, suchte eine Hofdame und Franz Ferdinand schlug Sophie vor, sich darum zu bewerben. Isabella galt als schwierig und als unangenehme Dienstgeberin und Sophie Chotek war von dem Vorschlag nicht begeistert, bewarb sich aber um den Posten und erhielt ihn.
Isabella hatte sechs zu verheiratende Töchter und Franz Ferdinand, der mit der Familie Friedrichs auf bestem Fuß stand, nahm nun jede Einladung an und fuhr zwei- bis dreimal in der Woche nach Pressburg. Hier ritt er mit den Töchtern des Hauses aus und machte der ältesten Tochter des Hauses, der 18-jährigen Maria Christina, den Hof, was die Hoffnungen der Mutter, Erzherzogin Isabellas, schürte, sie könne die zukünftige Schwiegermutter des österreichischen Kaisers werden.

### Eine „unstandesgemäße“ Ehe

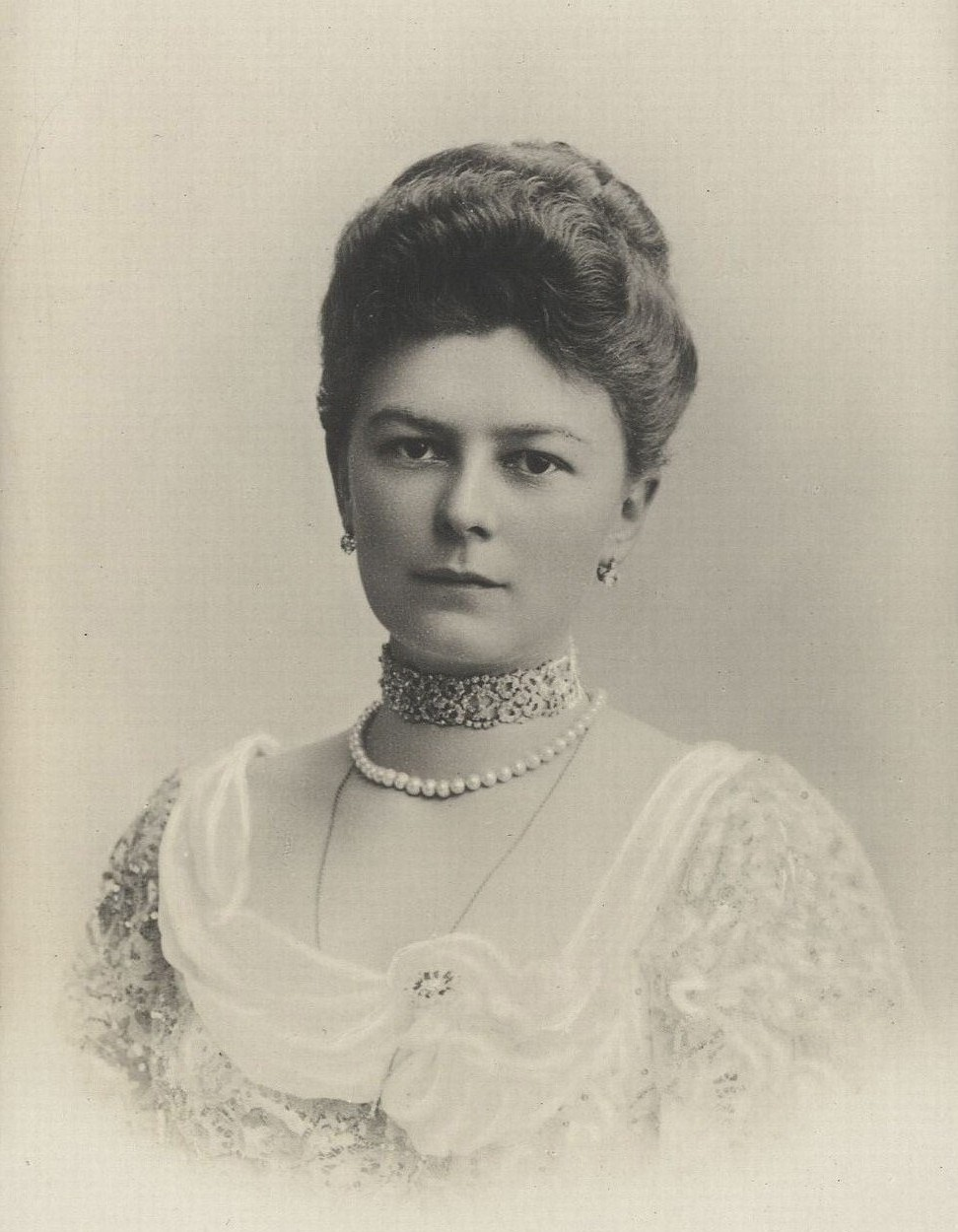
Sophie Chotek

Franz Ferdinand mit seiner Familie, um 1908

Zunächst hatte man versucht, über Sophies Bruder, der inzwischen als Landesregierungsrat in kaiserlichen Diensten stand und so um seine Karriere bangen musste, seine Schwester zu beeinflussen. Dann schaltete der Kaiser Godfried Marschall ein, der die religiöse Erziehung des Erzherzogs geleitet hatte und auf bestem Fuß mit diesem stand. Der ehrgeizige Marschall, der Weihbischof in Wien werden wollte, brauchte eben dazu die Zustimmung des Kaisers und versuchte erst, den Thronfolger umzustimmen, verscherzte sich aber dessen Gunst, ohne sein Ziel erreicht zu haben. Schließlich appellierte er an Sophie, ihrer Liebe zum Thronfolger zu entsagen, wobei er versuchte, die tiefe Religiosität Sophies für seine Zwecke auszunutzen.
Erst nach einer Audienz von Franz Ferdinands Stiefmutter Maria Theresa beim Kaiser erhielt das Paar am 8. April 1900 die Erlaubnis zur morganatischen Ehe.
Am 1. Juli 1900 heirateten Sophie und Franz Ferdinand in Reichstadt. Sophie verzichtete für sich und die künftigen gemeinsamen Kinder auf die Thronfolge. Das Schloss Reichstadt diente Maria Theresa, Franz Ferdinands Stiefmutter, als Witwensitz. Bei der Hochzeit waren weder seine Brüder Otto und Ferdinand Karl anwesend noch Schwester Margarete Sophie, jedoch seine Stiefmutter mit ihren Töchtern Maria Annunziata und Elisabeth Amalie. Sophie bekam vom Kaiser den Titel „Fürstin von Hohenberg“ verliehen. Obwohl sie die Frau des Thronfolgers war, wurde sie bei Hof als zweitklassig behandelt. Sie durfte zum Beispiel nicht in der Hofloge im Theater sitzen oder bei Paraden in der Kutsche des Erzherzogs mitfahren.
Aus der kaiserlichen Familie stand den beiden nur die Kronprinzen-Witwe Stephanie nah, die Franz Ferdinand und Sophie immer wieder in ihr Schloss nach Ungarn einlud.
Schließlich besserte sich die Position Sophies in der Hofgesellschaft. Nach Beilegung der bosnischen Annexionskrise wurde ihr beim Stapellauf eines Kriegsschiffes der österreichisch-ungarischen Marine gestattet, als Taufpatin zu fungieren.
Am 10. Juli 1909 besuchte das Thronfolgerpaar auf Einladung von König Karl I. offiziell Sinaia in Rumänien. Dies war der erste Staatsbesuch der beiden und die Fürstin wurde von der rumänischen Königin Elisabeth äußerst liebenswürdig empfangen.
Um die protokollarischen Komplikationen zu mildern, verlieh ihr der Kaiser am 4. Oktober 1909 den Titel Herzogin von Hohenberg und gestattete ihr, ab sofort den Titel Hoheit zu führen. Zahlreiche Glückwunschtelegramme waren die Folge, u. a. vom deutschen Kaiser Wilhelm II., der seit vielen Jahren mit Franz Ferdinand befreundet war.

### Tod

#### Attentat und Folgen

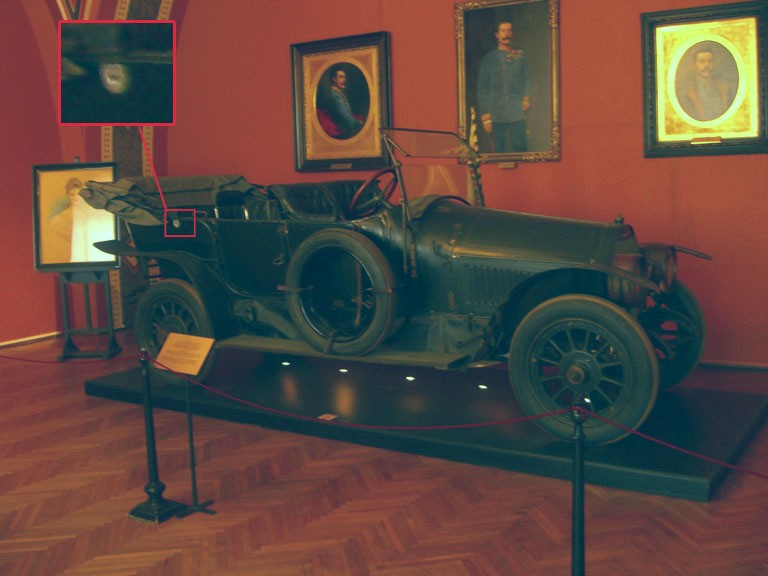
Das Auto, in dem die Herzogin von Hohenberg erschossen wurde, im Heeresgeschichtlichen Museum, Wien

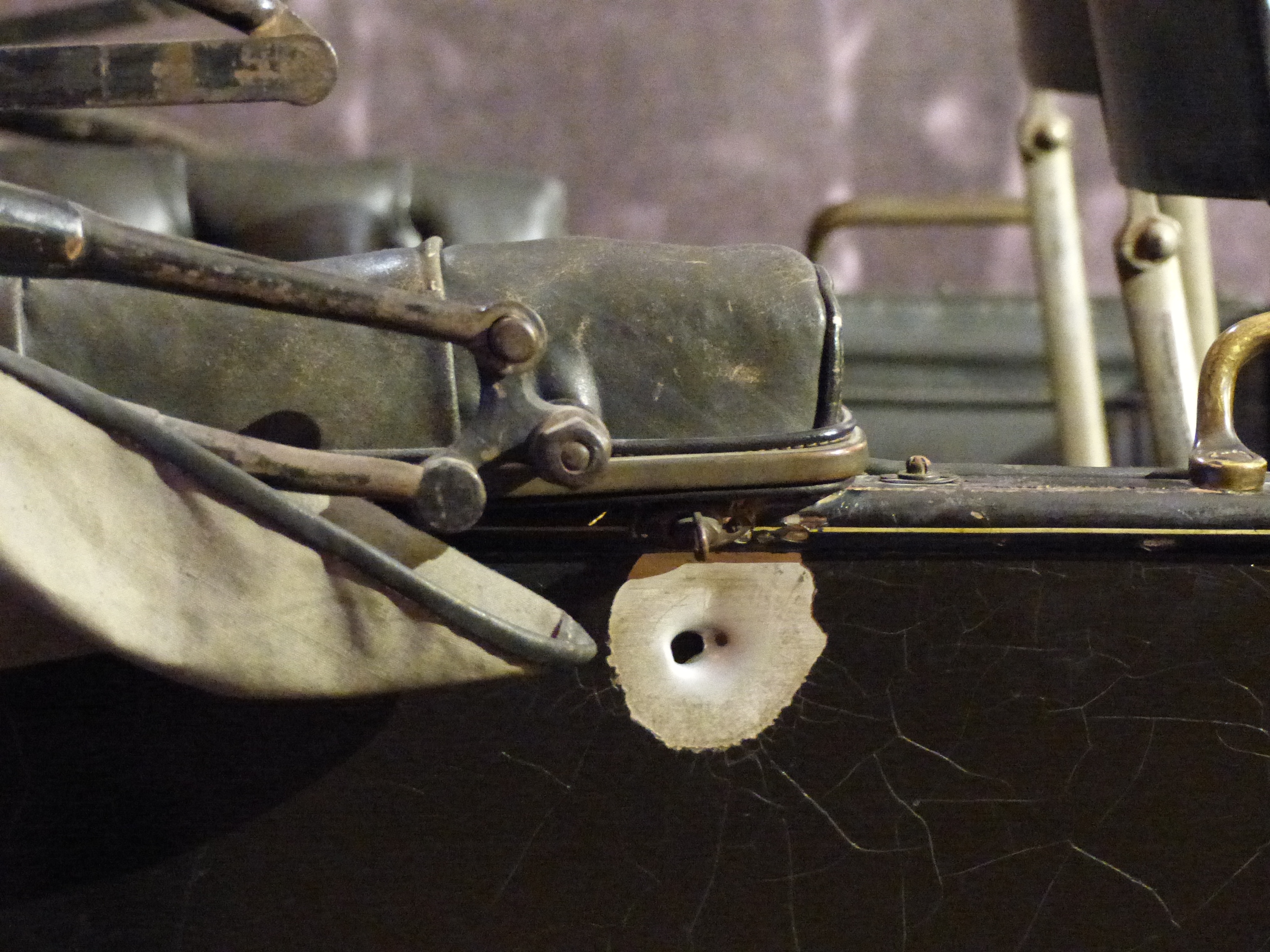
Einschussloch der ersten Kugel, welche die Herzogin von Hohenberg tödlich traf

Am 28. Juni 1914 fielen Sophie und Franz Ferdinand in Sarajevo einem Attentat serbischer Nationalisten zum Opfer. Ein Mitglied der Schwarzen Hand, Gavrilo Princip, schoss auf das Ehepaar, als ihr Wagen ein Wendemanöver durchführte.
Das von Princip aus seiner 9-mm-FN-Browning-Modell-1910-Pistole abgefeuerte Stahlmantelgeschoss durchdrang zunächst die Fahrzeugwand, wobei sich das Geschoss verformte, scharfkantig wurde und sich zu drehen begann. Danach traf es Sophie in den Unterleib und fügte ihr dort eine Reihe von Verletzungen zu, an denen sie innerhalb kürzester Zeit, noch im Wagen selbst, innerlich verblutete. Franz Ferdinand, der an der Halsvene und der Luftröhre getroffen worden war, erlag kurz darauf seinen Verletzungen. Gavrilo Princip erklärte später, dass sein Anschlag nur Franz Ferdinand gegolten habe. Er habe nicht gewollt, dass Sophie ebenfalls starb.
Die Ermordung des österreich-ungarischen Thronfolgers war letztendlich der Auslöser für das darauffolgende Ultimatum an Serbien und die Kriegserklärung, die den Ausbruch des Ersten Weltkriegs einleiteten.

#### Bestattung

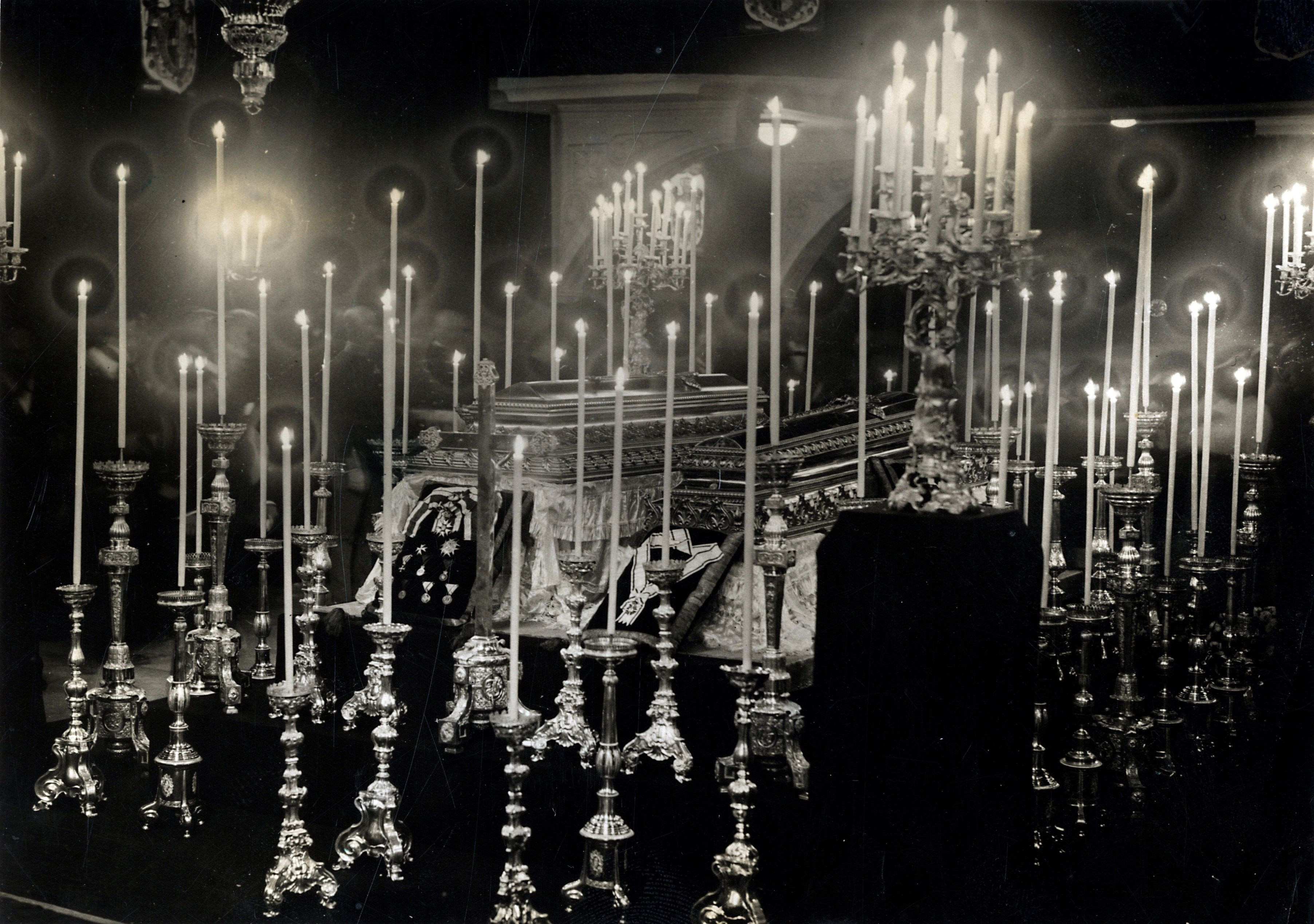
Aufbahrung von Franz Ferdinand und seiner Frau Sophie in der Hofburgkapelle

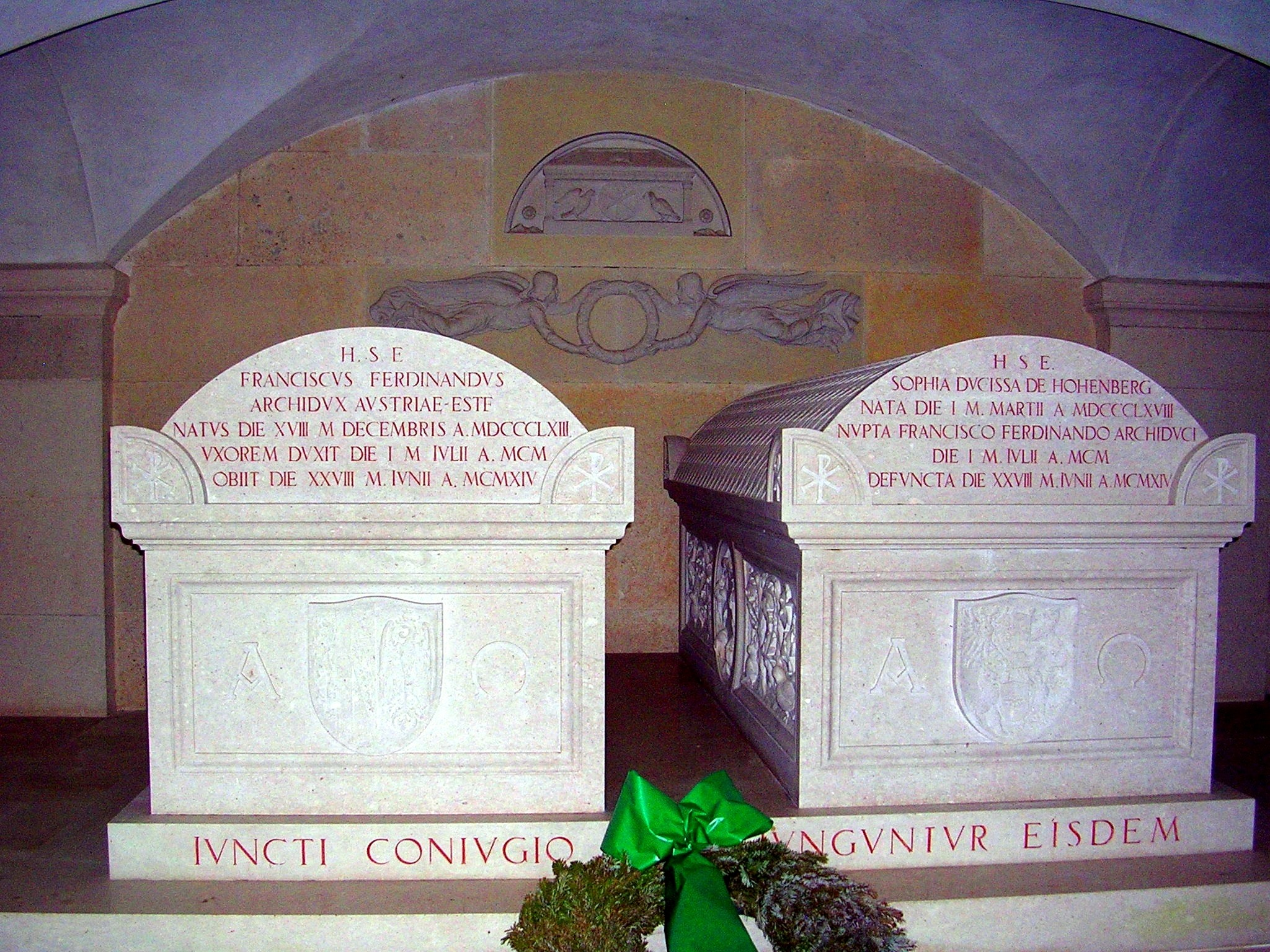
Gruft in Schloss Artstetten mit den Marmorsarkophagen von Franz Ferdinand und seiner Frau Sophie

Die Leichen von Erzherzog Franz Ferdinand und Herzogin Sophie wurden im Konak obduziert und konserviert, auch wurden ihnen Totenmasken abgenommen. Am Abend des 29. Juni wurden die beiden Särge vom Konak mit militärischen Ehren zum Bahnhof Sarajevo-Bistrik geleitet, von wo sie ein Sonderzug zum Hafen Metković brachte. Am Morgen des 30. Juni wurden sie von Metković aus an Bord der Dalmat  zu dem an der Neretvamündung wartenden Flottenflaggschiff Viribus Unitis überführt, welches die beiden Särge nach Triest brachte. In Triest wurden die beiden Särge am Morgen des 2. Juli beim Hauptplatz an Land gebracht und nach einem Trauerakt zum dortigen Südbahnhof geleitet. Am Abend des 2. Juli trafen sie per Südbahn am Wiener Südbahnhof ein, wo Erzherzog Karl sie in Empfang nahm. Sie wurden mit militärischen Ehren über Schwarzenbergplatz und Äußeres Burgtor in die Hofburgkapelle (damals Pfarrkirche der exemten k.u.k. Hof- und Burgpfarre) gebracht, wo der Fürsterzbischof von Wien am Nachmittag des 3. Juli in Anwesenheit Kaiser Franz Josephs und des Hofstaates das Requiem zelebrierte. Am Abend des 3. Juli wurden die beiden Särge mit militärischen Ehren über die Mariahilfer Straße zum Westbahnhof geleitet und per Westbahn nach Pöchlarn überführt, wo sie kurz nach Mitternacht eintrafen. Bei strömendem Regen setzte eine Fähre die beiden Särge über die Donau, ehe sie gegen fünf Uhr früh das Schloss Artstetten erreichten, wo sie in der Schlosskirche aufgebahrt wurden. Die Beisetzungsfeier für Erzherzog Franz Ferdinand und Herzogin Sophie begann am 4. Juli um 11 Uhr, gegen Mittag wurden ihre Särge in die Familiengruft getragen und am vorbestimmten Platz abgestellt.
Da für die Herzogin von Hohenberg aufgrund ihrer Herkunft eine Bestattung in der Kapuzinergruft nicht möglich war, hatte Franz Ferdinand schon früher verfügt, zusammen mit ihr in der neu errichteten Familiengruft in Schloss Artstetten beigesetzt zu werden.

## Nachkommen
- Sophie von Hohenberg, verehelichte Gräfin von Nostitz-Rieneck (1901–1990)
- Maximilian von Hohenberg (1902–1962)
- Ernst von Hohenberg (1904–1954)
- Totgeborener Sohn (*/† 1908)

## Wappen

Persönliches Wappen als Herzogin von Hohenberg, 1909

Herzogin Sophie von Hohenberg hatte als Gemahlin des künftigen Kaisers ein persönliches Wappen: Geviert, die Felder 1 und 2 des Hauptschildes belegt mit dem Schild des Hauswappens Habsburg-Lothringen (= zweimal gespalten; vorn in Gold ein blaugekrönter, blaubewehrter und blaugezungter roter Löwe [= Habsburg], mittig auf rotem Grund ein silberner Balken [= Österreich], hinten in Gold ein roter Schrägbalken, der Richtung des Balkens nach belegt mit drei silbernen gestümmelten Adlern [= Lothringen]), die Felder 3 und 4 des Hauptschildes belegt mit dem Schild des Stammwappens Chotek (= geteilt; oben von Silber und Rot gespalten, unten in Rot ein unterhalbes Wagenrad, das an die Teilungslinie anstößt); in Feld 1 und 4 des Hauptschildes  in Gold ein gekrönter schwarzer Doppeladler (= aus dem reichsgräflichen Wappen Chotek), in Feld 2 und 3 des Hauptschildes in Blau einwärts gekehrt ein goldener Bär (= aus dem reichsgräflichen Wappen Chotek). Herzogskrone und -mantel.

## Benennungen
Nach der Herzogin wurden unter anderem der Raddampfer „Herzogin von Hohenberg“ (nach 1918 Franz Schubert) der DDSG sowie die „Sofia Hohenberg“ der Reederei Austro-Americana benannt. Sie selbst fungierte (in Vertretung) als Taufpatin des Bodensee-Schaufelraddampfers Stadt Bregenz sowie eines Kriegsschiffes der k.u.k Marine.

## Museale Rezeption
Das Automobil, in dem Sophie und ihr Gemahl erschossen wurden, kann im Heeresgeschichtlichen Museum in Wien besichtigt werden, wobei das Durchschussloch jenes Geschosses, das Sophie tödlich traf, deutlich zu sehen ist. Ebenso sind eine Rose und ein blutbeflecktes Spitzentuch ausgestellt. Diese Artefakte wurden von Herzogin Sophie am Tag des Attentats getragen.

## Filmische Darstellung
1940 wurde die Herzogin von Hohenberg von Edwige Feuillère erstmals im von Max Ophüls inszenierten Historienfilm Von Mayerling bis Sarajewo dargestellt. Im 1955 von Fritz Kortner inszenierten Um Thron und Liebe wird Sophie von Luise Ullrich gespielt. In Der Tag, der die Welt veränderte (1975) spielt Florinda Bolkan und im Fernsehfilm Weltuntergang (1984) Dorothea Parton die Herzogin.